# Rebelión de O'Doherty
La rebelión de O'Doherty tuvo lugar en 1608 cuando el terrateniente Sir Cahir O'Doherty encabezó un levantamiento contra las autoridades en el noroeste de Irlanda. O'Doherty había sido partidario durante mucho tiempo de la Corona, pero después de haberse enojado por el trato que le dieron los funcionarios locales, lanzó un ataque contra Derry, incendiando la ciudad. O'Doherty puede haber esperado negociar un acuerdo con el gobierno, pero después de su muerte en una escaramuza en Kilmacrennan, la rebelión se derrumbó y los últimos supervivientes fueron asediados en la isla Tory.

## Antecedentes
Cahir O'Doherty gobernó la península de Inishowen en el norte del condado de Donegal. Los gaélicos O'Dohertys habían aceptado tradicionalmente la supremacía del clan O'Donnell, pero tenían ambiciones de convertirse en propietarios libres bajo la Corona inglesa. En 1600, con 15 años, Cahir se unió a las fuerzas del gobernador inglés de Derry, Henry Docwra, que luchaban contra la rebelión de Tyrone. Con la ayuda de O'Doherty y otros señores gaélicos, Docwra avanzó desde Derry al corazón del territorio gaélico. Docwra elogió su valor bajo fuego, y lo recomendó como caballero.
Los dos líderes principales de la rebelión norteña, Hugh O'Neill, conde de Tyrone, y Rory O'Donnell, I conde de Tyrconnell, fueron restaurados a sus tierras por el Tratado de Mellifont en 1603, después de someterse públicamente al nuevo rey Jacobo I, pero los ingleses aún sospechaban que estaban involucrados en nuevas conspiraciones. Convocados a Londres en 1607, navegaron por el continente con un grupo de sus seguidores en la Fuga de los Condes.
En este momento, el compasivo Docwra había sido reemplazado por Sir George Paulet, que tenía una visión mucho más dura de los señores gaélicos, incluidos los leales como O'Doherty. Docwra había renunciado a su mando porque sentía que los veteranos ingleses de la guerra y sus aliados irlandeses habían sido pobremente recompensados en el acuerdo de paz después de la guerra, ya que la tierra prometida para ellos había sido devuelta a Tyrone y Tyrconnell. O'Doherty no había sufrido tanto como otros, perdiendo solo la isla de Inch.

### Incidente de Canmoyre Woods
Las tensiones estaban en su máximo punto luego de la Fuga de los Condes, y los ingleses estaban preocupados de que pudiera haber una conspiración más amplia entre los señores gaélicos del norte. Esto se basó, en parte, en la evidencia que Lord Howth le había suministrado al gobierno, advirtiéndoles de que se estaba tramando una traición. Paulet, gobernador de Derry, reaccionó en exceso ante los informes de que O'Doherty y varios de sus seguidores se estaban reuniendo para una revuelta planificada y ya estaban marchando con tropas. De hecho, O'Doherty estaba participando en una expedición leñadora al Canmoyre Woods cerca de su hogar, en lugar de organizar una rebelión en la isla Tory, como le habían hecho creer a Paulet.
O'Doherty viajó a Dublín para defender su caso ante el lord teniente de Irlanda, Arthur Chichester. Desafortunadamente, su llegada coincidió con la huida del Castillo de Dublín de Lord Delvin, líder de una revuelta planificada. O'Doherty exigió que su inocencia fuera declarada públicamente. En cambio, Chichester ordenó que O'Doherty estableciera una fianza de más de 1000 libras, su devolución condicionada a su comportamiento futuro, y le prohibió abandonar Irlanda, prohibiéndole ir personalmente a Londres para presionar al rey Jacobo. No se proporcionó ninguna evidencia de su participación en ningún complot, pero el incidente dañó severamente las relaciones de O'Doherty con el gobierno.

### Complot

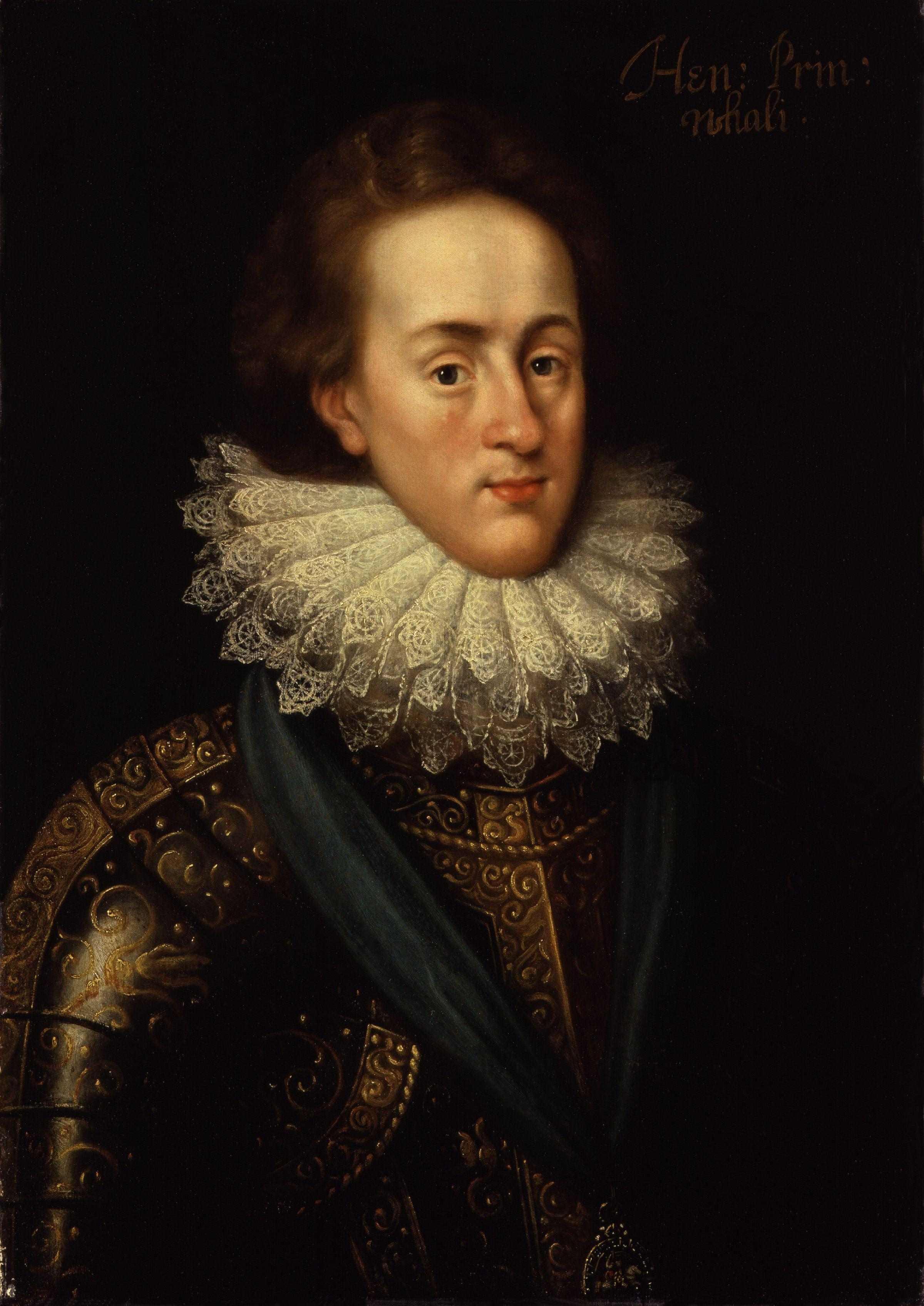
O'Doherty buscó influencia en Londres al convertirse en un cortesano en el séquito de Enrique, príncipe de Gales.

A pesar de sus dificultades, O'Doherty persistió en su lealtad a la corona una vez que regresó a Donegal. En enero de 1608 se sentó frente al jurado irlandés, que confirmó el Acto de Ataque contra el Conde ausente de Tyrconnell, despojándolo de sus tierras y título por traición. También persiguió sus vínculos en la corte, a través de contactos como el bien conectado Sir Randal MacDonnell. O'Doherty intentó convertirse en un cortesano al obtener un lugar en la casa de Enrique, príncipe de Gales.
La mayor causa del acercamiento de O'Doherty hacia la rebelión fueron los insultos de Paulet. Mientras estaba en Derry por negocios, Paulet lo golpeó en la cara. O'Doherty ahora comenzó a sospechar que no podía esperar un trato justo de la justicia inglesa, y la fuerza armada era su única salida. Fue alentado por uno de sus vecinos, Sir Niall Garve O'Donnell, quien posiblemente quería engañarlo y esperaba obtener las tierras de O'Doherty en caso de una rebelión fallida. Incluso llegado a este punto, O'Doherty permaneció reacio a emprender una rebelión y con «lágrimas en los ojos» se acercó a los oficiales ingleses preguntándoles cómo podría recuperar la aprobación del lord teniente. Incluso entregó a uno de sus parientes, Phelim MacDavitt, un hombre buscado, a las autoridades, una señal de las extremas demandas que se le hacían. El cabildeo de O'Doherty en nombre de MacDavitt llevó a su liberación por parte de las autoridades justo a tiempo para tomar parte en la rebelión.
Entonces, O'Doherty se rebeló, eligiendo «jugar a ser el enemigo» que las autoridades «no admitirían como un amigo». La noche antes del alzamiento, O'Doherty cenó con su amigo, el capitán Henry Hart, el comandante de Culmore Fort, un arsenal cercano a Derry. O'Doherty explicó sus razones para la rebelión y le pidió a Hart que le entregara a Culmore. Hart se negó, incluso cuando fue amenazado de muerte. Para salvar la vida de su esposo, la esposa de Hart acordó ayudar a traicionar a los defensores de Culmore. Ella engañó a los hombres fuera del fuerte, atrayéndolos a una emboscada preparada por los hombres de O'Doherty.
La rebelión mostró pocos signos de preparación significativa. Irónicamente, el mismo día en que comenzó su rebelión, e ignorando O'Doherty este hecho, unas instrucciones fueron enviadas desde Londres a Chichester en Dublín, que, en general, le concedieron todas sus demandas.

## Rebelión

### Derry

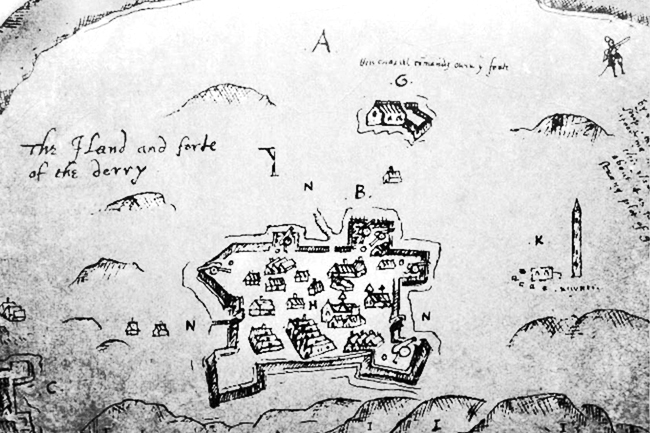
Derry fue descrito como una "ciudad infantil" en los tiempos del ataque de O'Doherty.

Después de haber armado a sus partidarios en Culmore, a las 2:00 a. m. del 19 de abril de 1608, O'Doherty lideró a unos 100 hombres en un ataque sorpresa contra Derry. Las bajas en ambos bandos durante el asalto inicial fueron comparativamente ligeras. O'Doherty pudo tomar el fuerte inferior sin luchar, ya que los guardias estaban durmiendo. Phelim MacDavitt se encontró con más resistencia en el fuerte superior, pero lo superó por la fuerza de los números.
Los insurgentes persiguieron a los oficiales que provocaron el ataque. Phelim MacDavitt mató a Paulet en la batalla, y un sheriff llamado Hamilton fue asesinado. El resto de los habitantes se rindió. Al declarar que no estaba allí para derramar sangre, O'Doherty dejó ir a varios prisioneros ingleses, pero mantuvo varios rehenes importantes. Todas las casas del asentamiento fueron quemadas, incluidos los edificios públicos.

### Propagación de la rebelión
A Paulet se le culpó en gran parte por el levantamiento, tanto por su comportamiento hacia los habitantes gaélicos locales, como por no supervisar los arreglos de seguridad para la guarnición de la ciudad. Sin embargo, Chichester más tarde admitió su propia culpa parcial debido a su tratamiento de O'Doherty después del incidente de Canmoyre Woods, observando que «todos los hombres creían que había sido objeto de una injusticia». Los militares ingleses en Irlanda tenían pocas tropas disponibles listas para responder al estallido de violencia, pero Chichester reunió a los habitantes masculinos de Dublín y los condados vecinos y envió las fuerzas que pudo hacia el norte inmediatamente. También organizó la leva de cientos de combatientes gaélicos en el Úlster.
Tras el asalto a Derry, los rebeldes ganaron cierto apoyo. O'Doherty capturó el castillo de Doe, los habitantes escoceses de Strabane huyeron por seguridad, y Coleraine estaba bajo amenaza. Sir Henry Og O'Neill, un líder gaélico leal a la Corona, fue asesinado y su pueblo de Kinard fue quemado. El ascenso de O'Doherty atrajo a alrededor de 1000 seguidores, incluidos los O'Hanlons, que se levantaron cerca de Newry. Las fuerzas de O'Doherty evitaron las propiedades del exiliado conde de Tyrone, salvando Dungannon.
Todavía se mantenía una clara perspectiva de que la revuelta llevaría a la Corona a ofrecer una solución favorable a O'Doherty en lugar de enfrentar una guerra costosa, algo común en Irlanda durante los siglos anteriores. Pero algunos de sus partidarios de la reunión creyeron que el conde de Tyrone estaba a punto de regresar con la ayuda española, posiblemente como una primera etapa para restaurar el catolicismo en Inglaterra y Escocia, así como en Irlanda. Para animar a tales partidarios, O'Doherty proclamó que todo lo que hizo fue en «celo por la causa católica». También existía la posibilidad de que Tyrone usara la amenaza de su regreso como presión para una reconciliación con la Corona y que le devolvieran su título y tierras.
Chichester ofreció su renuncia a su puesto una vez que la rebelión fue sofocada, y se dijo que el rey Jacobo «se había convencido de que la conducta errónea del actual Virrey tiene mucho que ver con estos eventos». Mientras tanto, Chichester despachó 700 tropas bajo Richard Wingfield, animándolas a lanzar una campaña «fuerte y corta» en el Úlster. En respuesta, algunas de las fuerzas de O'Doherty avanzaron hacia el borde de La Empalizada.
Las fuerzas de Wingfield invadieron el territorio de O'Doherty en Inishowen, capturaron la ciudad de Buncrana y recuperaron los restos en ruinas de Derry. Tomaron la residencia de O'Doherty en el castillo de Burt, capturaron a su esposa e hijo y liberaron a los prisioneros capturados en Derry, que se encontraban allí. La pérdida de su propio castillo dañó gravemente la moral de los partidarios de O'Doherty, quienes lo presionaron para que buscara una confrontación directa con el ejército de Wingfield y amenazaron con dejarlo si no lo hacía.

### Kilmacrennan
Reuniendo sus fuerzas, Sir Cahir marchó con 1000 hombres para reunirse con las tropas de la Corona cerca de Letterkenny en Donegal, específicamente en un terreno seleccionado por O'Doherty en Kilmacrennan, el cual sería difícil para la caballería enemiga pueda operar. Si bien algunos relatos sugieren que la batalla fue épica, probablemente estuvo más cerca de una escaramuza que duró alrededor de media hora. Durante el combate, O'Doherty recibió un disparo de mosquete en la cabeza y murió. La pérdida de su líder llevó al colapso de las fuerzas rebeldes, que fueron perseguidas por las tropas de Wingfield y sus aliados gaélicos. La cabeza de O'Doherty fue tomada por un soldado de infantería inglés, que reclamó la recompensa de £ 500 por ello.
Con O'Doherty muerto, la rebelión comenzó a desmoronarse. Varios de los tomados prisioneros fueron juzgados por traición en Lifford en tribunales civiles y ejecutados. El prisionero más apreciado fue Phelim MacDavitt, que fue herido en un bosque y obligado a rendirse. Fue ejecutado y su cabeza se exhibió junto a O'Doherty's en Newgate, Dublín. La velocidad con la que Chichester había respondido a la rebelión ahora le traía elogios desde Londres.

### Isla Tory
Una resistencia esporádica continuó a través del Úlster, pero la derrota en Kilmacrennan condujo a la desintegración de las fuerzas rebeldes. Un grupo dirigido por Shane MacManus O'Donnell se retiró a la isla Tory, en la costa de Donegal, y ocupó un castillo. El gobernador de Ballyshannon, Sir Henry Folliott, sitió el castillo.
Para recibir el "Pelham's Pardon", el comandante del castillo, Sir Mulmory MacSweeney comenzó a matar a sus compañeros defensores para presentar sus cabezas a los sitiadores. Después de matar a varios, fue atacado por sus propios hombres que luego comenzaron a matarse unos a otros. Aquellos que permanecieron después de las luchas internas fueron perdonados. El historiador Padraig Lenihan afirmó que «fue un epílogo apropiado para la desunión y la duplicidad de la Irlanda gaélica».

## Consecuencias
Tras la Fuga de los Condes en 1607, Tyrone y Tyrconnell habían sido conquistados por traición y confiscadas sus tierras. Se propuso ubicar a los habitantes ingleses y escoceses en estas tierras de manera similar a la anterior Plantación Munster. Chichester había planeado originalmente un grupo mucho más pequeño de asentamientos como Derry, combinado con la política de larga data de anglicanización de los señores gaélicos. El rey y sus asesores ahora implementaron un plan mucho más ambicioso que condujo a la "plantación" de "funerarios" en ocho de los nueve condados de Úlster. El progreso de la colonización del Úlster fue lento al principio, en parte debido a la creencia generalizada de que el gobierno aun revertiría su política y haría un trato para restaurar al conde de Tyrone y otros exiliados a sus tierras, una incertidumbre que solo desapareció cuando Tyrone murió en Roma en 1616.
Las actitudes del gobierno inglés hacia los irlandeses se endurecieron significativamente a raíz de la rebelión, habiendo otras que se aplastaron rápidamente, pero atemorizaron gravemente a las autoridades gubernamentales que ahora tenían una razón para cambiar de opinión sobre cómo ejecutar las plantaciones planificadas en el Úlster. En este momento, se pretendió incluir el llamado "irlandés leal" en el esquema de plantación.
Aunque se otorgaron propiedades a «irlandeses de bien», estos fueron mucho más pequeños de lo que se esperaba. La plantación tenía la intención de romper el modelo gaélico tradicional de un puñado de grandes señores como Tyrone, reemplazándolos con propietarios más pequeños cuya lealtad primaria era hacia la Corona. Entre los que se beneficiaron del asentamiento posterior a la rebelión estaba Chichester, a quien se le concedió gran parte de las antiguas tierras de O'Doherty en Inishowen. A los oficiales veteranos británicos y anglo-irlandeses de las rebeliones de 1594-1603 y 1608 se les otorgaron propiedades importantes, y muchos continuaron para fundar dinastías de terratenientes.
El rey Jacobo inauguró el nuevo título de baronet, un título de caballero hereditario, cuya venta impulsaría las finanzas del gobierno.